# Abdoulaye Badié
Abdoulaye Badié (* 27. Mai 1963 in Niamey) ist ein nigrischer Offizier.

## Leben
Abdoulayé Badié ist der Sohn einer Kanuri-Mutter und eines Zarma-Vaters. Er besuchte eine Militärakademie in Montpellier in Frankreich. Unter Staatspräsident Mamadou Tandja wurde Badié 1999 Generaldirektor der Verwaltungs- und Versorgungsdienststelle der Streitkräfte Nigers. In dieser Schlüsselposition gehörte er zu den engsten Mitarbeiters des Chefs des Generalstabes Moumouni Boureima.
Mamadou Tandja bemühte sich ab 2009 um eine in der Verfassung nicht vorgesehene dritte Amtszeit als Staatspräsident und wurde daraufhin bei einem Militärputsch am 18. Februar 2010 abgesetzt. Die Macht im Staat übernahm eine Militärjunta, der Oberste Rat für die Wiederherstellung der Demokratie. Abdoulayé Badié, der im Rang eines Obersts stand, wurde als Ständiger Sekretär die Nummer zwei der Junta nach dem Vorsitzenden Salou Djibo. Badiés Schwager Abdoulkarim Goukoye übernahm die Funktion des Sprechers des Rats. Ab April 2010 wurden Salou Djibo Berichte über mehrere Versuche Badiés zugetragen, ihn zu töten oder zumindest abzusetzen. Badié dementierte diese Berichte stets, dennoch führten sie zu einem Klima des Misstrauens. Hinzu kam, dass es eine schwere Meinungsverschiedenheit zwischen beiden Männern über die Stationierung französischer Truppen in Niger gab, die dem Kampf gegen al-Qaida im Maghreb dienen sollte und die Badié ablehnte.
Am 10. Oktober 2010 wurde Abdoulayé Badié zu einem einfachen Mitglied der Junta degradiert und am 15. Oktober 2010 schließlich unter dem Vorwurf des Versuchs einer Destabilisierung des Regimes verhaftet. Ebenso festgenommen wurden drei weitere Offiziere – Amadou Diallo, Aboubakar Amadou Sanda und Abdou Sidikou Issa –, die der Mitverschwörung beschuldigt wurden. Der Oberste Rat für die Wiederherstellung der Demokratie gab die Macht im Januar 2011 an den neu gewählten Staatspräsidenten Mahamadou Issoufou ab. Bei einem Prozess im Mai 2011 wurden Badié und die drei mitangeklagten Offiziere von allen Vorwürfen freigesprochen. Sie konnten wieder auf ihre früheren Posten bei den Streitkräften zurückkehren.
Badié wurde im September 2011 erneut festgenommen. Diesmal lautete der Vorwurf, der anonyme Autor einer Schrift zu sein, in der bestimmte Beförderungen bei den Streitkräften kritisiert wurden. Die Anklage wurde am 11. November 2011 fallengelassen und Badié freigelassen. Zwei Tage später reiste er nach Washington, D.C. ab, wo er seine neue Stelle als Militärattaché an der Botschaft Nigers in den Vereinigten Staaten antrat.
Abdoulaye Badié ist verheiratet und hat ein Kind.